# Anata nashi de wa ikite yukenai
„Anata nashi de wa ikite yukenai” (jap. あなたなしでは生きてゆけない) – pierwszy singel zespołu Berryz Kōbō, wydany 3 marca 2004 roku przez wytwórnię Piccolo Town.
Singel osiągnął 18 pozycję w rankingu Oricon i pozostał na liście przez 5 tygodni, sprzedano 15 315 egzemplarzy.

## Lista utworów
| Nr | Tytuł                                                                                | Słowa  | Kompozycja | Aranżacja     | Czas |
| -- | ------------------------------------------------------------------------------------ | ------ | ---------- | ------------- | ---- |
| 1. | "Anata nashi de wa ikite yukenai" (jap. あなたなしでは生きてゆけない)                | Tsunku | Tsunku     | AKIRA         |      |
| 2. | "BERRY FIELDS"                                                                       | Tsunku | Tsunku     | Morio Takashi |      |
| 3. | "Anata nashi de wa ikite yukenai" (jap. あなたなしでは生きてゆけない) (Instrumental) |        | Tsunku     | AKIRA         |      |